# Vanadis Putzke
Vanadis Putzke (geboren am 23. März 1961 in Dresden) ist eine Handballspielerin und Handballtrainerin aus Deutschland.

## Vereinskarriere
Die 1,67 Meter große Vanadis Putzke spielte beim TSV Milbertshofen. Sie war insgesamt zwölf Jahre als Profi aktiv.

## Nationalmannschaft
Sie bestritt einige Länderspiele für die deutsche Nationalmannschaft. Mit dem Team des Deutschen Handballbundes nahm sie an den Olympischen Sommerspielen 1984 in Los Angeles teil.

## Trainerin
Als Handballtrainerin hatte sie Engagements in Nürnberg und Taufkirchen (bei München). Von Ende November 2006 bis Saisonende 2009/2010 trainierte sie das Frauenteam des TSV Unterhaching. Im Jahr 2020 war sie Trainerin der weiblichen A-Jugend des HT München.